# Cynthia Potter
Cynthia Potter (n. 27 august 1950, Houston, Texas, SUA) este o săritoare în apă ce a reprezentat Statele Unite ale Americii, medaliată olimpică. A participat la 3 ediții ale Jocurilor Olimpice (1968, 1972, 1976) în care a câștigat o medalie de bronz.